# Hólsfjallavegur

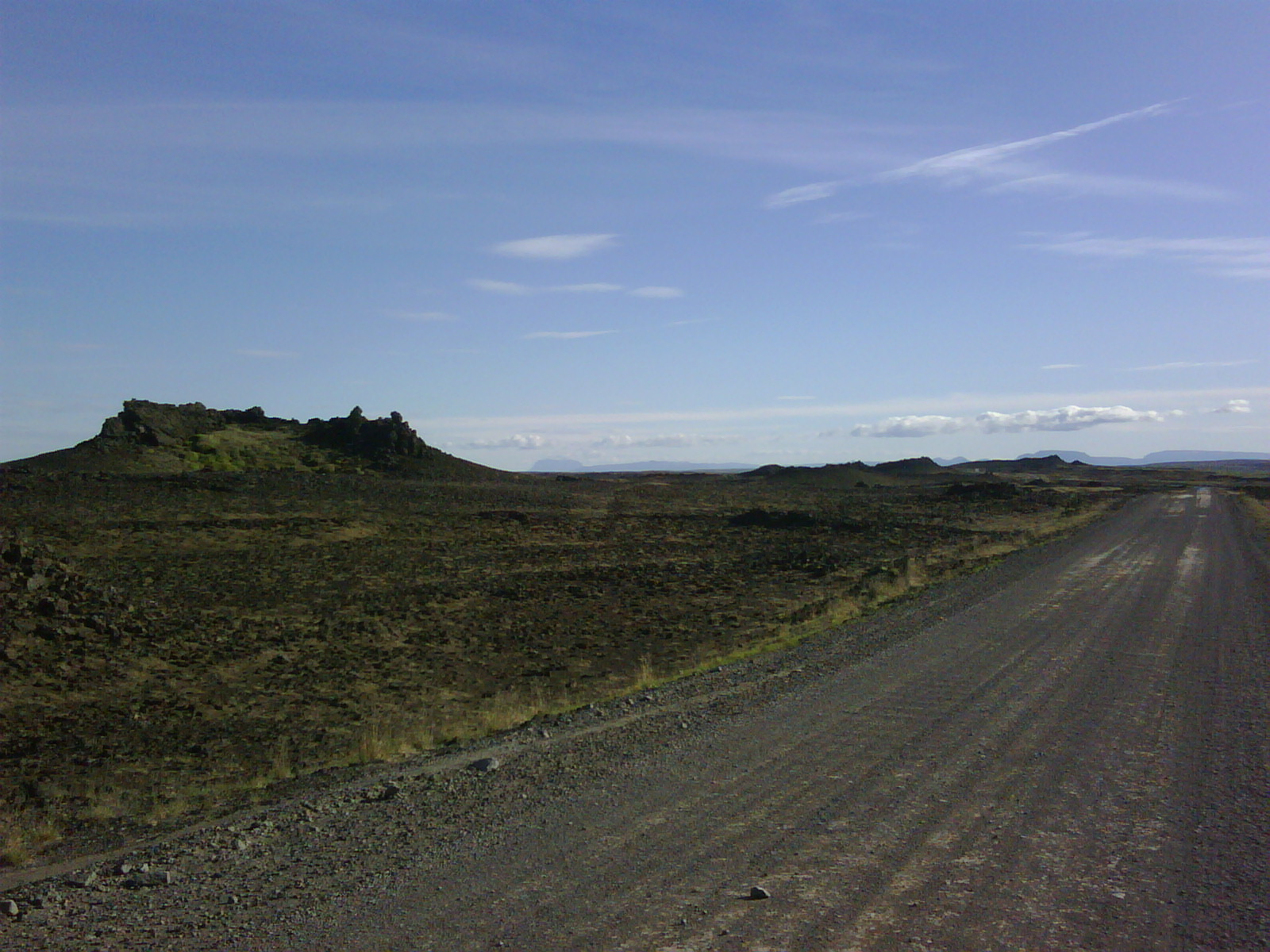
Strada 864

La Hólsfjallavegur (864) è una strada dell'Islanda che collega la Hringvegur con la Norðausturvegur nei pressi di Ásbyrgi. Correndo sulla riva destra del fiume Jökulsá á Fjöllum, permette di accedere alla zona delle cascate Selfoss, Dettifoss e Hafragilsfoss.